# Aleksandrowskij Sad
Aleksandrowskij Sad (ros. Александровский сад – Ogród Aleksandrowski) – stacja moskiewskiego metra linii Filowskiej (kod 054). Otwarta jako odnoga pierwszej linii metra w 1935 roku. Położona jest koło Rosyjskiej Biblioteki Państwowej. Nazwa pochodzi od pobliskiego Ogrodu Aleksandrowskiego. Wyjścia prowadzą na ulicę Mochowaja i plac Borowicki. Stanowi część największego kompleksu przesiadkowego w systemie metra, istnieje tutaj możliwość przejścia na stacje Biblioteka imienia Lenina linii Sokolniczeskiej, Arbatskaja linii Arbacko-Pokrowskiej i Borowickaja linii Sierpuchowsko-Timiriaziewskajej.

## Historia

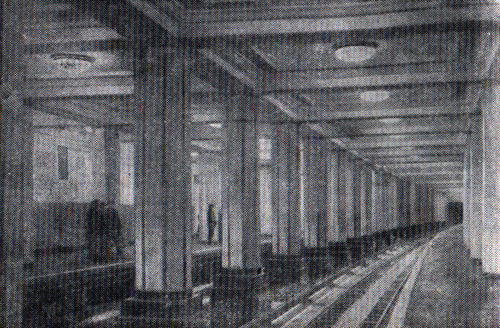
Aleksandrowskij Sad w 1935 roku

Stacja powstała jako odnoga od pierwszej linii metra. Według pierwotnego projektu miejsce, które zajmuje obecnie, przeznaczone było dla tunelu z podwójnym torem. Jednak, gdy podjęto decyzję o budowie stacji (początkowo w ogóle nie planowano jej budowy z powodu bliskości stacji Biblioteka imienia Lenina), prace budowlane zostały już rozpoczęte. W celu zmniejszenia liczby zmian w projekcie i restrukturyzacji już ukończonych części, zdecydowano się na podniesienie stropu tunelu i dodanie peronów bocznych (podobnie jak to się robiło w paryskim metrze). Budowa rozpoczęła się w lipcu 1934 roku i została ukończona w rekordowym czasie 6 miesięcy. Nazwano ją Ulica Kominterna (Улица Коминтерна). W czasie wojny w sąsiedniej stacji Arbatskaja niemiecka bomba przebiła sufit. Z tego powodu po wojnie podjęto decyzję o budowie równolegle linii Arbacko-Pokrowskiej, a istniejącą odnogę zamknięto w 1953. Po 5 latach stację ponownie otwarto jako fragment nowej linii. Od 24 grudnia 1946 do 5 listopada 1990 stacja nosiła nazwę Kaliniskaja (Калининская).

## Konstrukcja i wystrój

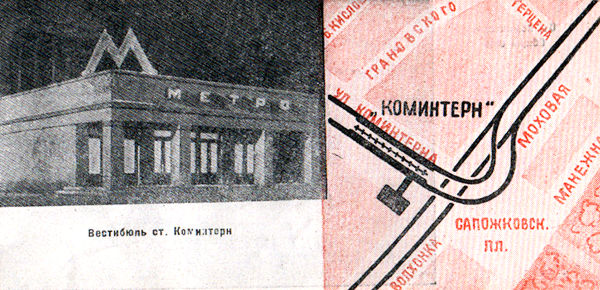
Stary westybul

Stacja posiada dwa perony boczne połączone podziemną kładką. Trzy rzędy kolumn pokryto marmurem. Ściany nad torami obłożono białym, żółtym i szarym marmurem i czarnymi płytkami ceramicznymi. Korytarze wyłożono białym i żółtym marmurem i zielonymi kafelkami. Za wejście początkowo służył tymczasowy westybul przez który można było przejść na sąsiednią stację. Zastąpiło go wejście poprzez nowo zbudowaną Bibliotekę Państwową. Planowano jeszcze jeden westybul na miejscu zburzonego budynku Woentorg (Военторг на Воздвиженке), jednakże tych planów nie zrealizowano, a klatki schodowe na stacji służą obecnie za pomieszczenia służbowe.

## Ciekawostki
Stacja pod wieloma względami jest wyjątkowa:
- jedyna podziemna stacja z bocznymi peronami
- Jedna płytka stacja 4-komorowa (3 rzędy kolumn)
- Jedna z dwóch stacji końcowych w systemie metra, które nie były projektowane w tym celu (druga to Kuncewskaja)
- Jedna z pięciu stacji moskiewskiego metra zamknięta przez dłuższy czas
- Jedna z trzech stacji moskiewskiego metra, z peronami na łuku (pozostałe to Kutuzowskaja i Meżdunarodnaja, wszystkie na linii Filowskiej)
- tunel do stacji Arbatskaja ma 510 metrów, przez wiele lat był to nakrótszy odcinek w systemie metra (do otwarcia stacji Meżdunarodnaja 30 sierpnia 2006r.)
- Na stacji znajduje się ostatni zegar ze wskazówkami zdemontowany w 2003 r.